# K+S
La K+S AG, già Kali und Salz AG, con sede a Kassel, è una società tedesca operante nell'industria chimica mineraria specializzata nella produzione di potassa e salgemma. K+S è il produttore più grande al mondo di salgemma, e di potassio e magnesio per uso fertilizzante e impieghi industriali. K+S è presente in Europa, nord e sud America.
Tra il 1971 e il 1993 la società appartenne al gruppo BASF.

## Storia

### Salzdetfurth AG (1889-1971)

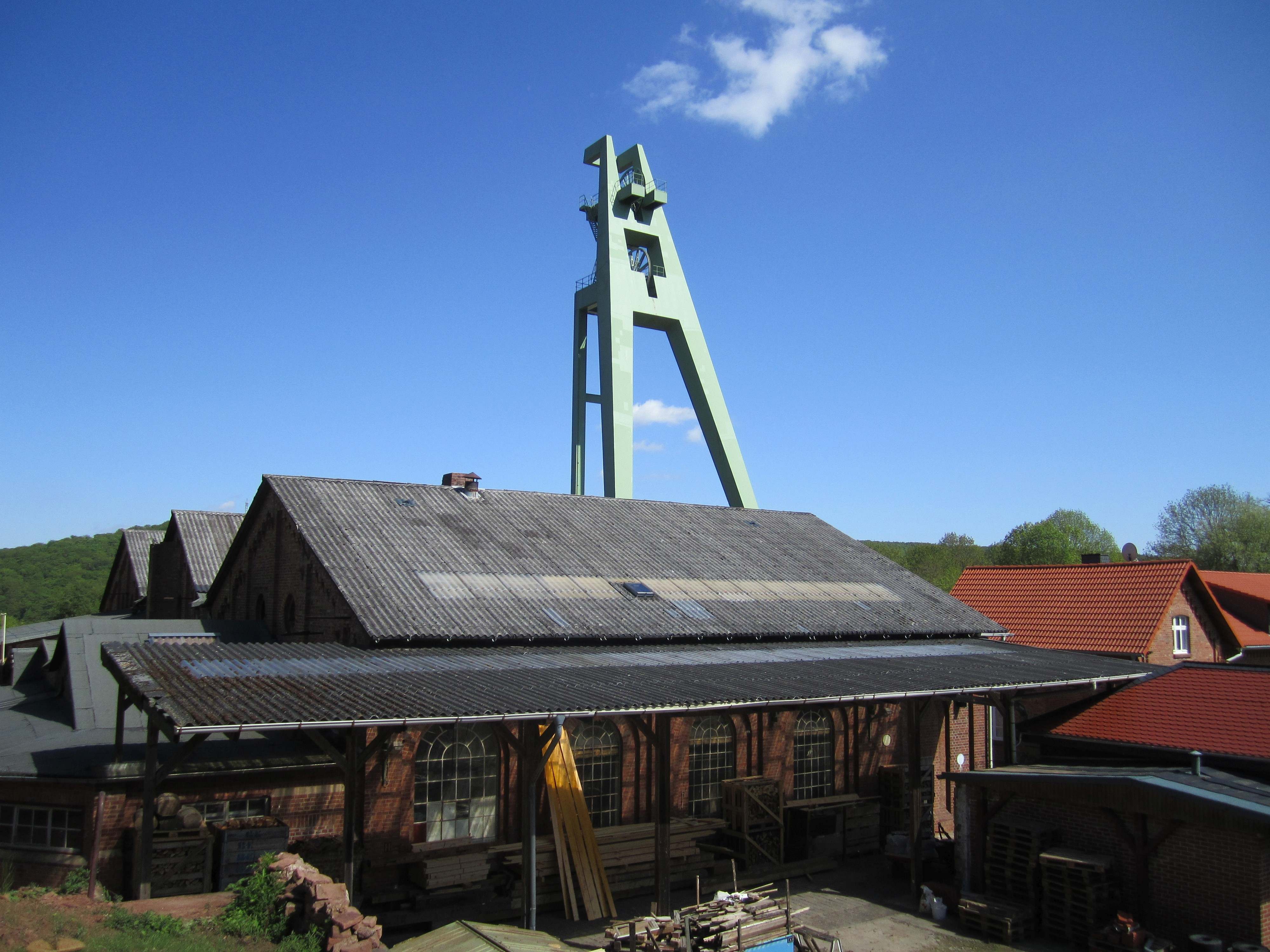
Stabilimento in disuso Schacht I a Bad Salzdetfurth (2015)

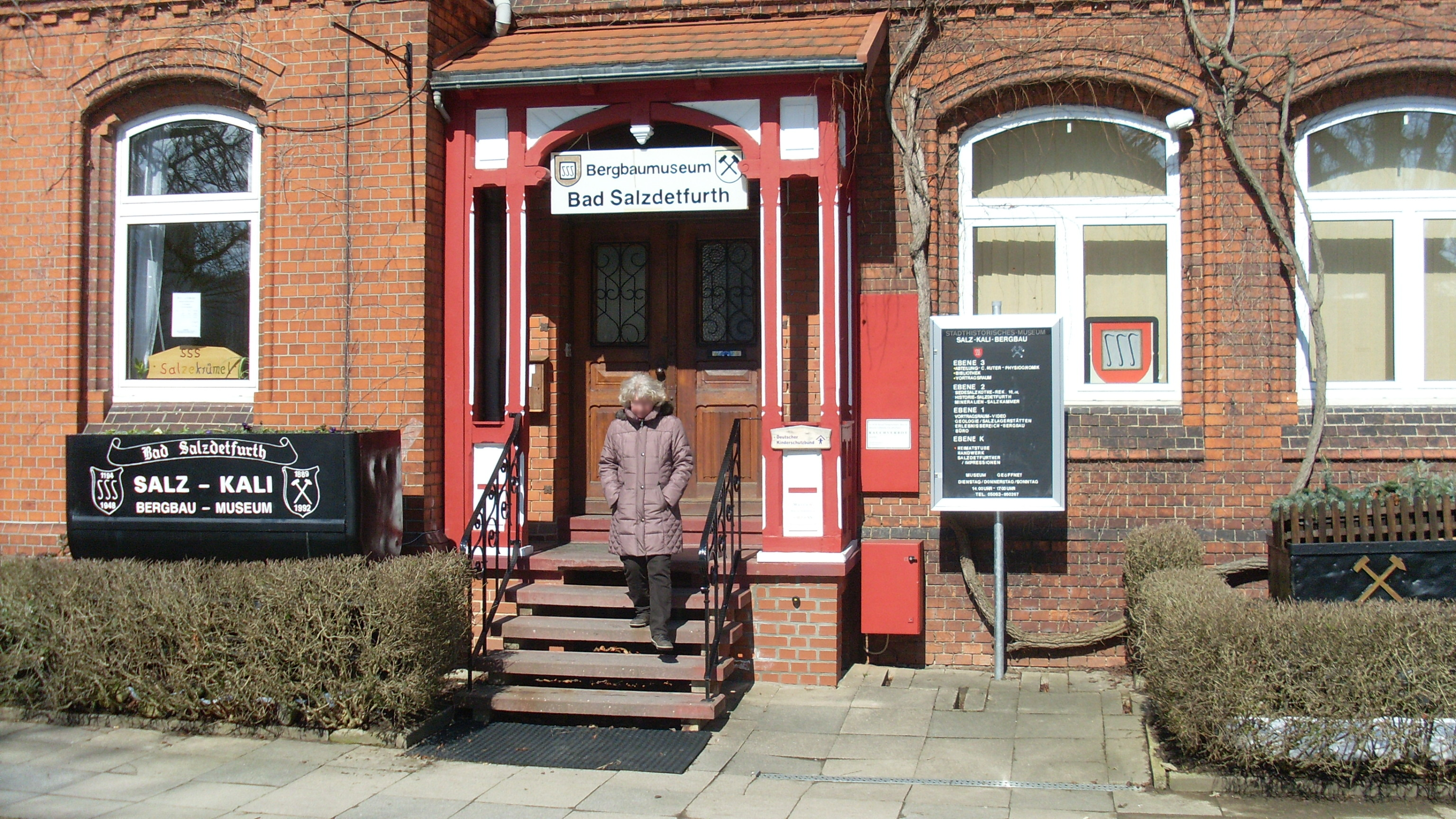
Salz- und Kali-Bergbau-Museum a Bad Salzdetfurth

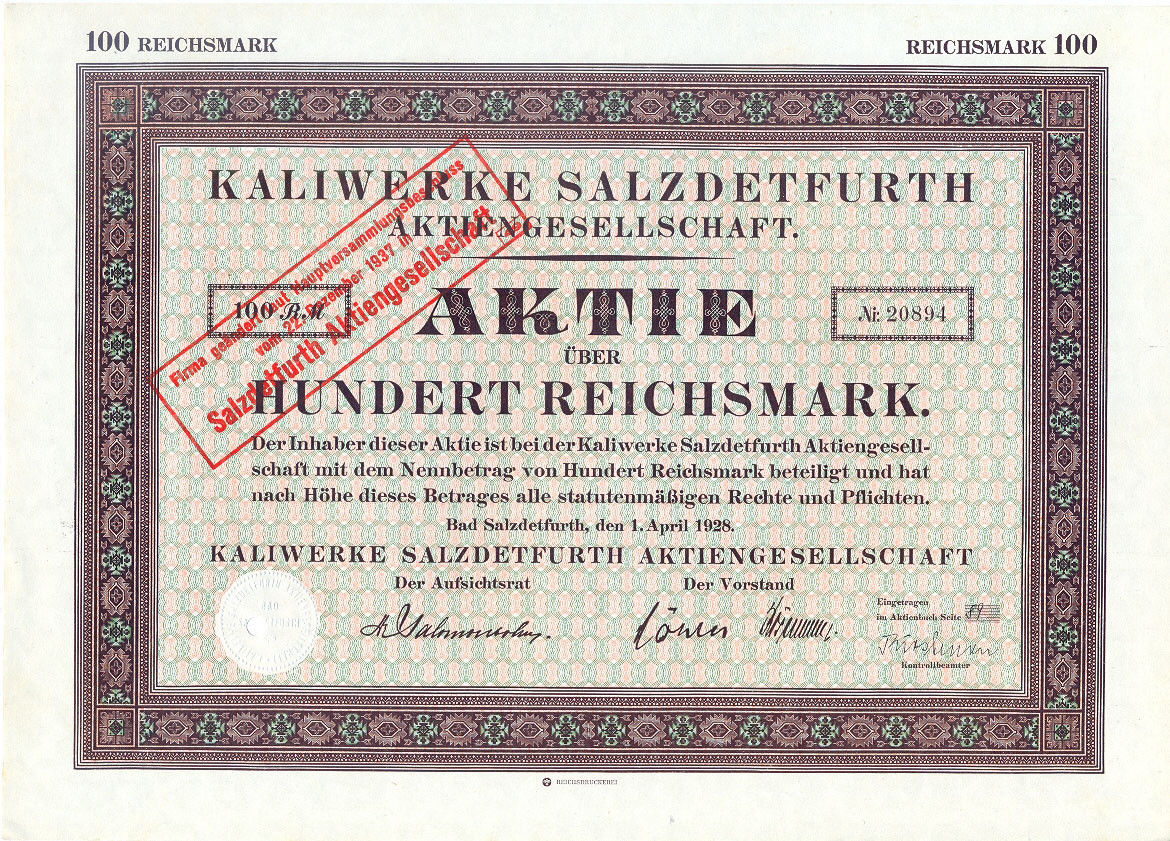
Azione della Salzdetfurth AG del 1928

Il 3 ottobre 1889 viene fondata a Goslar la Aktiengesellschaft für Bergbau und Tiefbohrung. Alla fondazione partecipa l'industriale Guido Henckel von Donnersmarck. La fondazione avviene in un periodo di trasformazione della chimica tedesca, occupandosi di fertilizzanti per l'agricoltura, di chimica organica, di agrochimica, in particolare ad opera di Justus von Liebig. Le tre principali sostanze per i fertilizzanti furono potassio, fosfato e azoto. Accanto all'applicazione nell'agricoltura venne anche sviluppata l'applicazione industriale. In Germania si sviluppò a Staßfurt, nel Circondario del Salzland nel Sachsen-Anhalt, dove tra gli altri operò Hermann Grünebergr. Nel 1865 avvenne la liberalizzazione del Bergrecht; fino al 1883 le autorità tedesche del Deutschen Reich liberalizzarono il commercio dei sali, ma sotto controllo statale. Vennero così cercate nuove miniere, trovate in Prussia e nella Provinz Hannover attorno alle città di Hannover, Braunschweig e Hildesheim, tra i fiumi Weser, Aller e Bode.
Nei successivi anni, fino al 1892 a Bad Salzdetfurth di Hildesheim vi era una riserva di sali di potassio Silvinite. Iniziò lo sfruttamento di salgemma a 700 metri di profondità. Nel 1899 la sede della società si spostò a Salzdetfurth e la società divenne Kaliwerke Salzdetfurth AG. Dal fine '800 accanto alle miniere statali nacquero quelle private.
A quel tempo nacque la Salzdetfurth AG, più tardi K+S. Così ad esempio la Wintershall a Heringen (Werra) e la Gewerkschaft Burbach a Walbeck (Oebisfelde-Weferlingen). Negli anni successivi, nel 1888 nacque la Deutsches Kalisyndikat GmbH come istituzione centrale per le attività legate al potassio.
L'attività si concentrò nella estrazione di salgemma e potassa, dove il Deutsches Reich fino alla Grande Guerra aveva un monopolio mondiale.
Durante la prima guerra mondiale si ridusse l'utilizzo dei minerali estratti causa l'economia di guerra. Un ruolo importante ebbe il nuovo processo Haber-Bosch per la sintesi dell'ammoniaca e l'utilizzo nei fertilizzanti. Per la produzione vennero importati dal Cile salnitro, azoto in quantità industriali legato all'idrogeno. La legge di Liebig afferma che la crescita è controllata non dall'ammontare totale delle risorse naturali disponibili, ma dalla disponibilità di quella più scarsa. Dopo questo sviluppo la società Salzdetfurth AG si dedicò ai fertilizzanti. Il cloruro di potassio venne impiegato per gli esplosivi.
Nella Wintershall vi erano fino al 1968 la famiglia Rosterg e la famiglia Quandt, e con la acquisizione di BASF rimase la divisione combustibili con lo stesso nome originale.

### Kali und Salz GmbH (1971-1993)

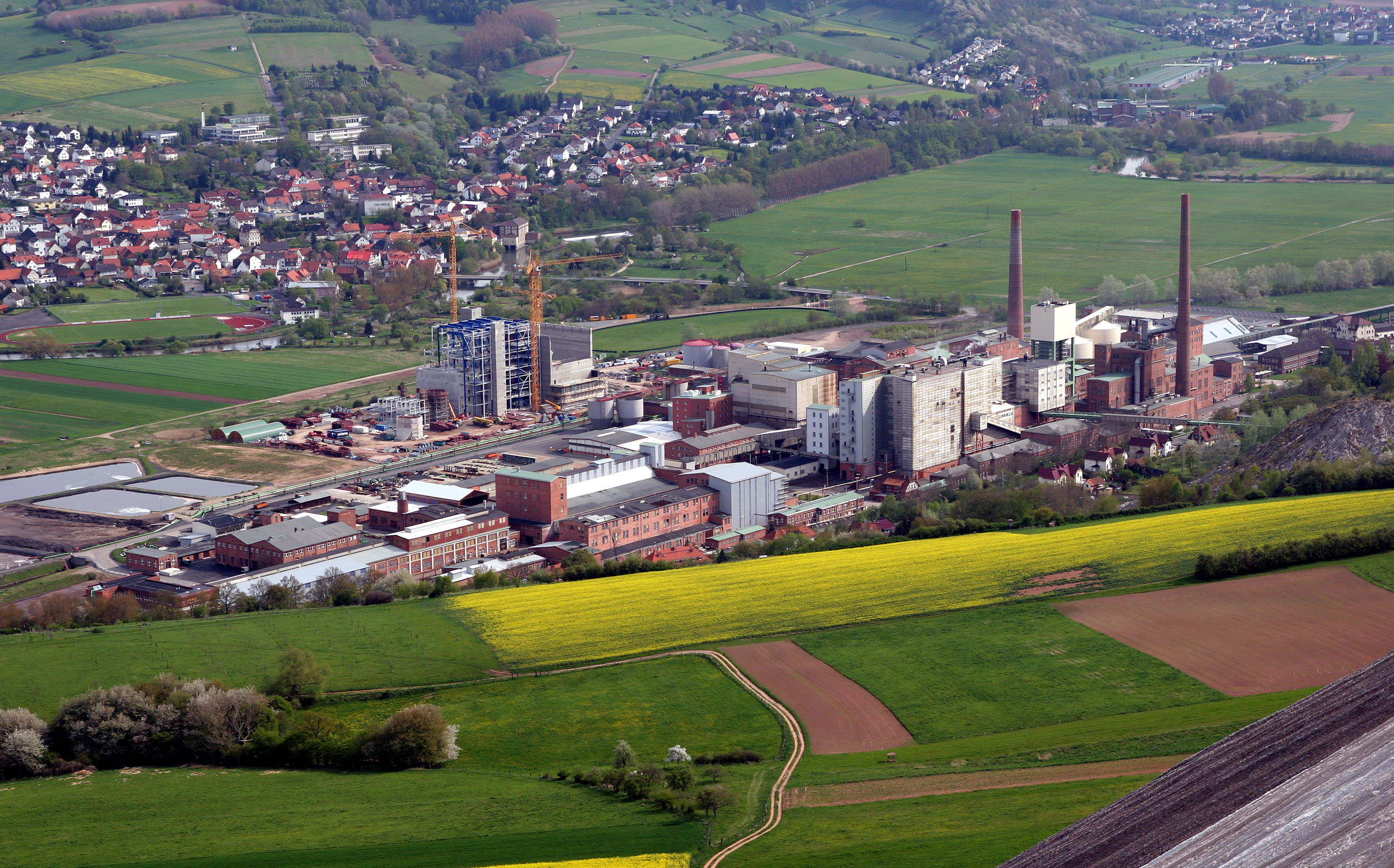
La sede Wintershall a Heringen (Werra), 2008

Nel 1971 avviene la fusione della Salzdetfurth AG con la divisione potassio BASF-Wintershall AG e con la Burbach-Kaliwerke AG, creando così la Kali und Salz GmbH con sede a Kassel. La Burbach-Kaliwerke AG era dal 1934 della Wintershall. Con il 45% dell'azionariato, nel 1955 la Wintershall si espose alle banche e la BASF ne approfittò diventando azionista di maggioranza. Dopo il dissolvimento della I.G. Farben successivo alla seconda guerra mondiale le drei großen imprese Bayer AG, BASF e Hoechst crearono un oligopolio. Nel 1972 la Kali und Salz GmbH diventa società azionaria e si fonde con la Salzdetfurth AG. La BASF diventa azionista di maggioranza, e principale produttore della Germania del periodo nel settore potassio.

### Kali und Salz AG (1993-1999)

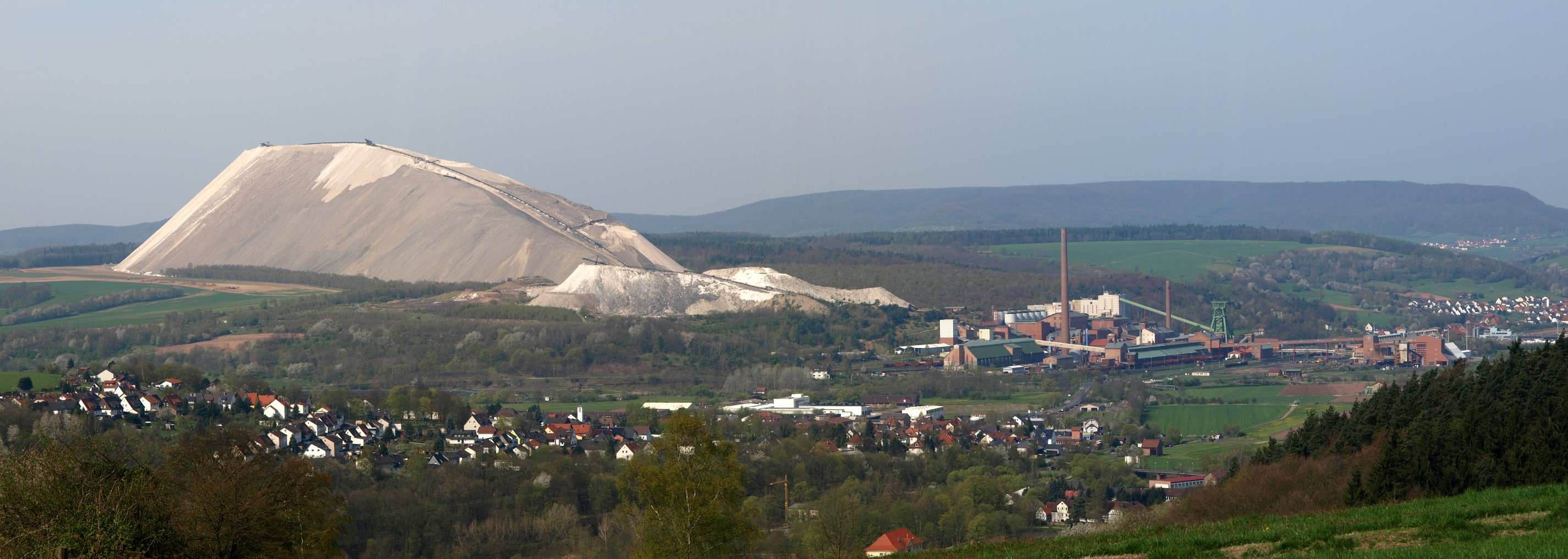
Lo stabilimento Hattorf di Philippsthal con la montagna di scarto

Dopo la riunificazione tedesca le attività della Kali und Salz AG e della Mitteldeutschen Kali AG, vennero fuse nella nuova società Kali und Salz GmbH nel 1993 a Kassel. La società era divisa in Kali und Salz AG 51% e Tesoro 49%.
Precedentemente nel 1992 la Kali und Salz Entsorgung GmbH di Kassel viene fondata, e inserita nella Kali und Salz AG, accanto alla Kali und Salz GmbH. Nel 1994 la Kali und Salz AG nella Kali und Salz Beteiligungs AG viene fusa nel 1998 con il 49% di quote del Tesoro nella Kali und Salz GmbH. Nel 1998 la società diventa azionaria Kali und Salz Beteiligungs AG con quotazione in Borsa al MDAX, la BASF come azionista di maggioranza riduce la sua quota al 25%.

### 1999: K+S AG

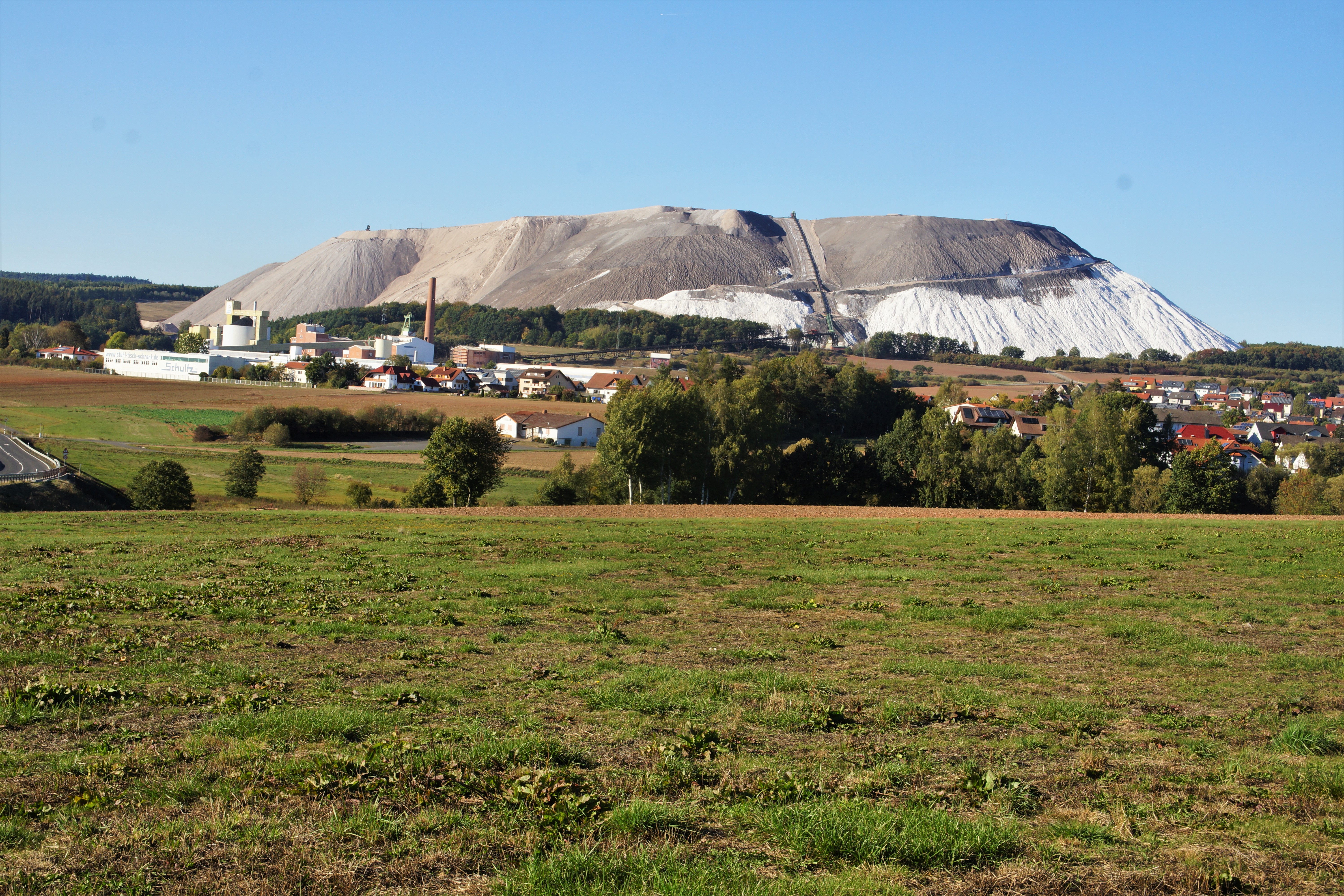
Kaliberg e stabilimento della Kali und Salz a Neuhof (Fulda)

Il 6 luglio 1999 la Kali und Salz Beteiligungs AG diventa K+S AG.
Nel 1999 la divisione fertilizzanti Compo diventano della BASF. Nel 1967 la Salzdetfurth AG assieme alla Sprenger & Todenhagen KG creano la Compo. Con la fusione con Wintershall la Salzdetfurth AG cedette il 50% della Compo alla BASF. Nel 1999 la K+S Compo per 420 milioni DM venne ceduta alla BASF.
Nel 2002 la K+S con la Solvay fondano la European Salt Company con sede a Hannover. La società ripartita in K+S 62% e Solvay 38%.

## Struttura

### Settori e organizzazione
La società K+S ha tre divisioni:
- Potassio e Magnesio
- Sala
- Attività supplementari[12]

### Prodotti
- Prodotti di potassio e magnesio.[13]
- Sale[14]

### Società
- K+S Minerals and Agriculture GmbH[15]
- Chemische Fabrik Kalk GmbH (CFK), con sede a Colonia[16]
- Ickenroth GmbH, con sede a Staudt[17]
- K+S Baustoffrecycling GmbH, con sede a Sehnde[18]
- K+S Consulting GmbH, con sede a Kassel
- K+S Potash Canada GP, con sede a Saskatoon, Canada[19]
- Morton Salt, con sede a Chicago, USA[20]
- K+S Chile S.A., con sede a Santiago, Cile[21]

## Sedi

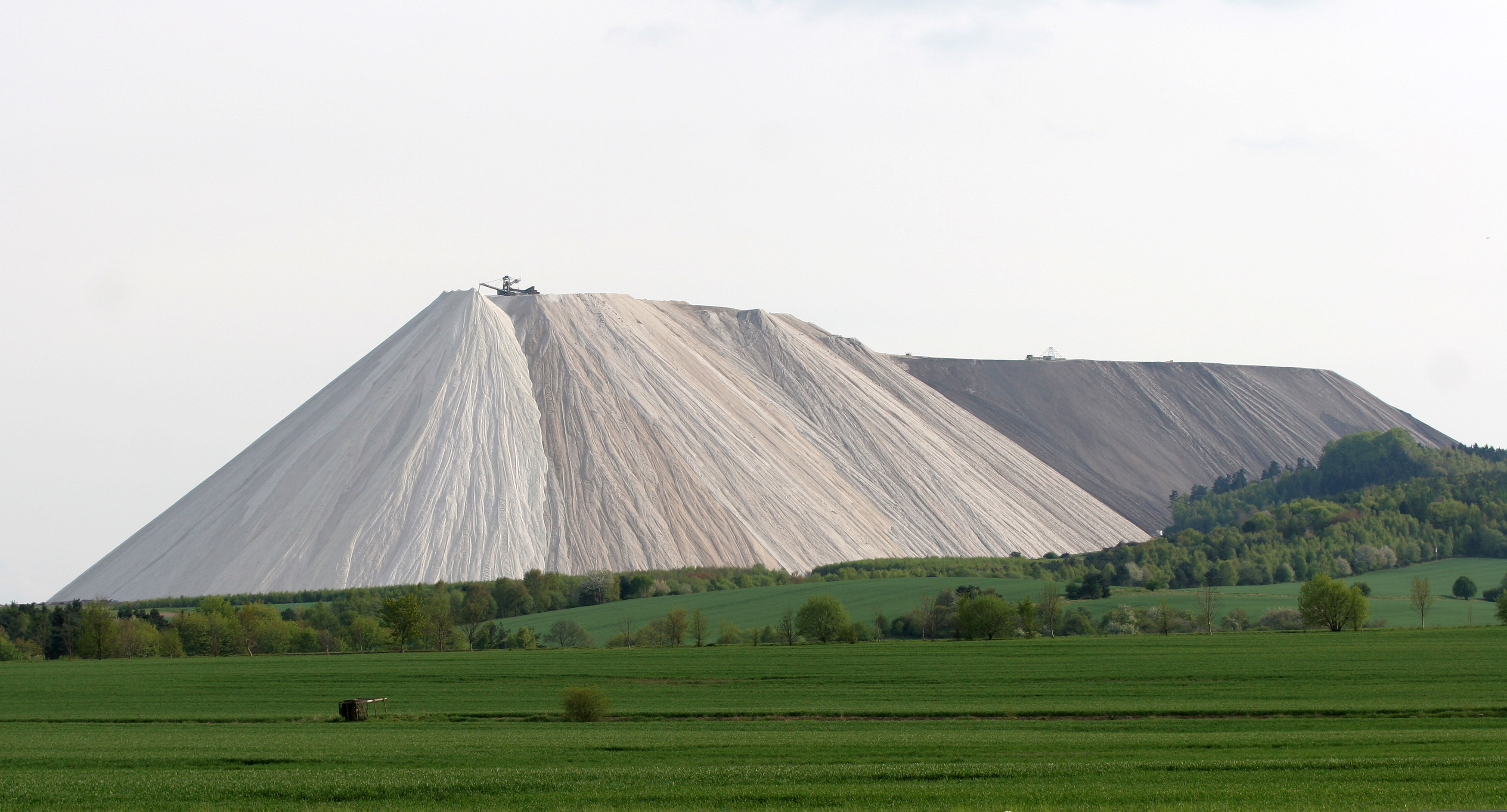
Il Monte Kali a Heringen (Werra)

La K+S-Gruppe ha sede a Kassel e ha diversi siti di produzione in Europa, nord America e sud America.

### „Kaliberge“

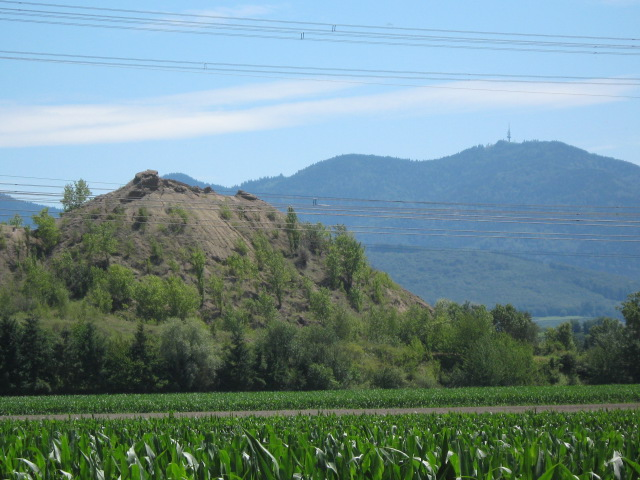
Abbandonata nel 1973 la Kalisalzbergwerk Buggingen Monte Kalino, fotografata nel 2011. Sullo sfondo Blauen (Badenweiler).

Presso Neuhof-Ellers, Zielitz, Heringen, Bokeloh e Philippsthal-Röhrigshof vi sono delle Overburden, materiali di scarto. La Heringer Halde detta anche Monte Kali, nota anche come Kalimandscharo. I circondari di Heringen e Philippsthal sono detti anche das Land der weißen Berge, la "terra delle montagne bianche".